# Tobias Linderoth
Tobias Linderoth (Marselha, 21 de abril de 1979) é um ex-futebolista francês naturalizado sueco. 
Jogou pela Suécia nas Copas de: 2002 e 2006.